# Saina (filme)
Saina é um filme indiano biográfico dirigido por Amole Gupte e produzido por Bhushan Kumar, Krishan Kumar, Sujay Jairaj e Rashesh Shah sob a bandeira da T-Series e Front Foot Pictures. O filme é baseado na vida da jogadora de badminton Saina Nehwal. É estrelado por Parineeti Chopra no papel principal, além de Manav Kaul.
O longa estava inicialmente previsto para ser lançado em setembro de 2020, mas foi adiado devido à pandemia de COVID-19 na Índia. Foi lançado nos cinemas em 26 de março de 2021.

## Elenco
- Parineeti Chopra como Saina Nehwal
- Naishaa Kaur Bhatoye como Saina (criança)
- Manav Kaul como Rajan Sir
- Eshan Naqvi como Parupalli Kashyap
- Meghna Malik como Usha Rani Nehwal, mãe de Saina
- Subhrajyoti Barat como Harvir Singh Nehwal, pai de Saina
- Ankur Vikal como Jeewan Kumar
- Tawhid Rike Zaman como amigo de Rohan
- Sharrman Dey como Damodar
- Sameer Bassi como Rohan

## Produção
Em 2017, Saina Nehwal anunciou que seria produzido um filme sobre sua trajetória no badminton. Inicialmente, a atriz Shraddha Kapoor foi contratada para interpretar Nehwal, chegando a iniciar as filmagens em setembro de 2018, após um período de preparação. No entanto, Kapoor deixou o projeto devido a problemas de saúde.
Em 2019, Bhushan Kumar, diretor da T-Series, confirmou que Shraddha Kapoor não faria mais parte da produção. A equipe então optou por escalar Parineeti Chopra para o papel principal.
No mesmo ano, Manav Kaul foi confirmado como intérprete de Pullela Gopichand, treinador de Nehwal.
Durante a pré-produção, Shraddha Kapoor chegou a treinar badminton e a praticar os gestos característicos de Nehwal. Posteriormente, Chopra também passou por treinamentos específicos para o papel.
Um total de doze quadras foram recriadas para representar os locais internacionais onde Saina Nehwal competiu.